# Tina!
Tina! è un album discografico di raccolta della cantante statunitense naturalizzata svizzera Tina Turner, pubblicato dalla Capitol Records il 30 settembre 2008 in Nord America e il 17 ottobre 2008 in Germania. Successivamente uscì in tutta Europa in una versione di tre dischi in concomitanza della parte europea del Tina!: 50th Anniversary Tour con il titolo The Platinum Collection il 23 febbraio 2009.

## Descrizione
La raccolta contiene tutti i più grandi successi della cantante oltre ad alcuni brani dal vivo e due canzoni inedite: I'm Ready e It Would Be a Crime, uscite in versione alternativa in download digitale.
River Deep - Mountain High è presente nella registrazione del 1973 e non in quella originale del 1966, mentre il brano Acid Queen è presente nella versione dell'album omonimo e non nella versione inclusa nella colonna sonora del film Tommy.

## Tracce
1. Steamy Windows – 4:05 (White)
2. River Deep - Mountain High (Ike & Tina Turner) – 3:40 (Barry, Greenwich, Spector)
3. Better Be Good to Me – 5:11 (Chapman, Chinn, Knight)
4. Acid Queen (Soundtrack Version) – 3:50 (Townshend)
5. What You Get Is What You See – 4:26 (Britten, Lyle)
6. What's Love Got to Do with It – 3:48 (Britten, Lyle)
7. Private Dancer (Single Edit) – 4:01 (Knopfler)
8. We Don't Need Another Hero (Thunderdome) (Single Edit) – 4:16 (Britten, Lyle)
9. I Don't Wanna Fight (Single Edit) – 4:26 (Lulu, Lawrie, DuBerry)
10. GoldenEye (Soundtrack Version) – 4:43 (Bono, The Edge)
11. Let's Stay Together (Live, Amsterdam 1996) – 4:10 (Green, Jackson, Mitchell)
12. I Can't Stand the Rain (Live, Amsterdam 1996) – 3:19 (Bryant, Miller, Peebles)
13. Addicted to Love (Live, London 1986) – 5:22 (Palmer)
14. The Best – 5:29 (Chapman, Knight)
15. Proud Mary (1993 Version) – 5:26 (Fogerty)
16. Nutbush City Limits (Ike & Tina Turner) – 3:02 (Turner)
17. It Would Be a Crime – 3:28 (Chambers, Monahan)
18. I'm Ready – 3:44 (Chambers, Monahan)